# مانفرد کلیمه
مانفرد کلیمه (انگلیسی: Manfred Klieme؛ زادهٔ ۳ فوریهٔ ۱۹۳۶) دوچرخه‌سوار اهل آلمان است.
وی در مسابقات کشوری و بین‌المللی در مجموع برندهٔ ۱ مدال نقره شده‌است.